# 매스쿼레이더
매스쿼레이더(The Masquerader)는 미국에서 제작된 찰리 채플린 감독의 1914년 코미디 영화이다. 찰리 채플린 등이 주연으로 출연하였고 맥 세네트 등이 제작에 참여하였다.

## 출연

### 주연
- 찰리 채플린
- 로스코 아버클

### 조연
- 체스터 콘클린
- 찰스 머레이
- 프리츠 쉐이드
- 민타 더피
- 해리 맥코이
- 찰리 체이스
- 비비안 에드워즈

## 같이 보기
- 찰리 채플린의 영화 목록